# Watling Street
La Watling Street era una strada romana dell'antica provincia della Britannia, che collegava Inghilterra e Galles.
Essa fu utilizzata innanzi tutto dai Britanni principalmente tra le città moderne di Canterbury e St Albans.
Successivamente i Romani pavimentarono la strada, parte della quale è descritta nell'Itinerario antonino come Iter III: Item a Londinio ad portum Dubris, cioè da Londra al porto di Dover.
Il suo percorso è ora utilizzato dalla strada nazionale A2 da Dover a Londra e dalla A5 da Londra a Wroxeter.
Il nome deriva dall'Antico inglese Wæcelinga Stræt. In origine la parola street indicava semplicemente una strada pavimentata (dal latino: via strata) e non aveva l'odierna connotazione che, nella lingua inglese, la lega esclusivamente ad aree densamente popolate.

## Descrizione

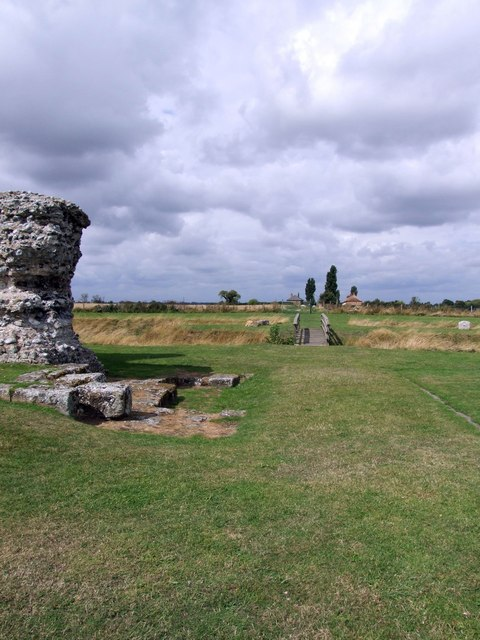
La strada a Richborough Castle, uno dei punti di inizio in età romana sulla costa sudorientale della Britannia

### Britanni
La strada romana seguiva le ampie piste erbose già utilizzate dai Britanni per molti secoli, anche se la nuova strada seguiva un percorso più diretto.
Essa conduceva da Richborough a sudest, attraverso un guado sul fiume Tamigi, fino all'attuale Westminster e quindi nei pressi di Wroxeter, dove una diramazione si portava a Holyhead e un'altra, passando per Chester, portava a nord verso la Scozia.

### Romani
Una strada romana registrata nell'Itinerario antonino come Iter III univa Londra a Dover.
L'ultimo tratto del lungo percorso Iter II proveniente dal Vallo di Adriano passava per Viroconium (l'attuale Wroxeter nello Shropshire), Letocetum (l'attuale Wall) nello Staffordshire, Manduessedum (attuale Mancetter - probabile sito dell'ultima battaglia di Boudica), Tripontium (attuale Newton and Biggin), Venonis (attuale High Cross) nel Leicestershire, Bannaventa vicino a Norton nell'attuale Northamptonshire, Lactodurum (attuale Towcester - nei pressi di un altro presunto sito dell'ultima battaglia di Boudica), quindi passava per Stony Stratford e Magiovinium (Fenny Stratford) nell'attuale Milton Keynes, Durocobrivis (attuale Dunstable) nel Bedfordshire (dove incrociava la ancor più antica Icknield Way), Verulamium (nei pressi dell'attuale St Albans nell'Hertfordshire) e Londra (attraverso un guado a Thorney Island fintantoché non fu completato il London Bridge, e quindi seguiva il percorso della moderna Old Kent Road) fino a Rutupiae (attuale Richborough nel Kent) sulla costa sudorientale dell'Inghilterra.
Un altro tratto dell'Iter II collegava Wroxeter a Chester e altre strade furono costruite nel Galles settentrionale e centrale; comunque, in generale, queste non sono considerate parti della Watling Street.
Pertanto i percorsi romani che costituiscono la Watling Street sono tutti quelli dell'Iter III e il tratto centro-meridionale dell'Iter II.

#### Tratto principale

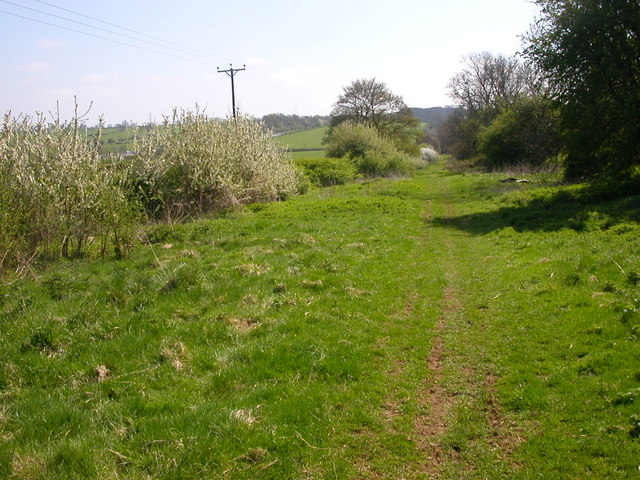
La Watling Street nei pressi di Crick (Northamptonshire)

Il tratto principale della strada è quello che va da Dover a Wroxeter. Esso fu chiamato Wæcelinga Stræt dagli Anglosassoni, nome che significa "la strada pavimentata che appartiene alla gente di Wæcel".
Il nome Wæcel era probabilmente una variante dell'antico inglese Wealhas che significa "stranieri", termine utilizzato per indicare le genti celtiche che abitavano l'attuale Galles. Questo elemento nominale portò anche alla formazione del nome Wæclingacaester (il primo nome inglese della città di Verulamium); sembra, inoltre, che il nome della strada in origine si applicasse solo alla sezione tra Verulamium e Londra, per poi essere esteso all'intero percorso.
Alcuni nomi antichi che contengono l'elemento antico inglese stræt testimoniano l'antico percorso della Watling Street: Boughton Street, nel Kent; Colney Street, nell'Hertfordshire; Fenny Stratford e Stony Stratford nel Buckinghamshire; Old Stratford nel Northamptonshire; Stretton under Fosse e Stretton Baskerville, entrambi nel Warwickshire; i tre insediamenti adiacenti di All Stretton, Church Stretton e Little Stretton nello Shropshire, e Stretton Sugwas, nell'Herefordshire.
I principali insediamenti attraversati dalla strada erano:
- Durovernum,
- Londinium,
- Verulamium,
- Durocobrivis,
- Magiovinium,
- Lactodurum,
- Bannaventa,
- Venonis,
- Tripontium,
- Manduessedum,
- Letocetum,
- Viroconium,
- Bravonium.

#### Percorsi sussidiari

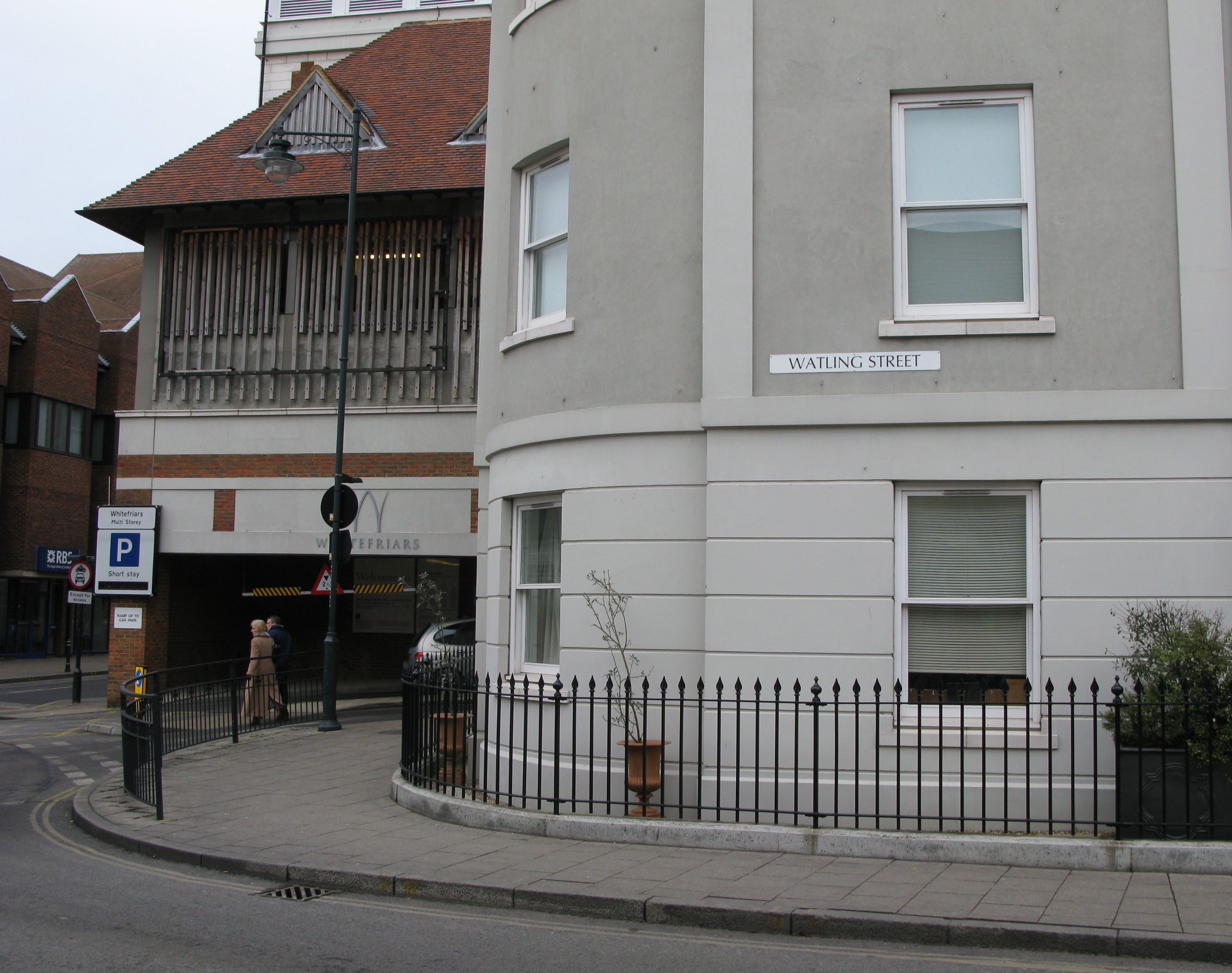
La moderna Watling Street a Canterbury

La Stone Street correva per circa 20 km in direzione sudest dalla Watling Street a Canterbury (la romana Durovernum) fino a Lympne (Lemanis), al margine occidentale della Romney Marsh.
La maggior parte di essa coincide con l'attuale strada B2068, che va dalla motorway M20 fino a Canterbury.
Un'altra Stone Street da Magnis (Kenchester), nell'attuale Herefordshire, fino a Caerleon, Isca Augusta e il principale campo legionario romano del Galles meridionale.

#### Battaglia di Watling Street
Parte del percorso fu il luogo della vittoria romana della Battaglia della strada Watling, combattuta nel 61 d.C. tra il governatore romano Gaio Svetonio Paolino e la condottiera britannica Boudicca.

### Danelaw
Nel IX secolo, la Watling Street costituiva la linea di confine tra le parti dell'Inghilterra dominate da Anglosassoni e Danesi. Il Trattato di Wedmore stabiliva che i Danesi, sconfitti, si ritirassero a nord est della Watling Street, dando così origine al Danelaw.

### Pellegrini di Chaucer
Come avvenne per la maggior parte della rete stradale romana, la pavimentazione romana cadde in abbandono quando i Romani lasciarono la Britannia, anche se il percorso continuò ad essere utilizzato per parecchi secoli in seguito.
È probabile che i pellegrini di Chaucer abbiano utilizzato la Watling Street per spostarsi da Southwark a Canterbury nella sua opera I racconti di Canterbury.

### Pedaggi
La strada a nord di Londra divenne a pedaggio per la prima volta nel 1707, quando il tratto da Fourne hill, a nord di Hockliffe, fino a Stony Stratford fu pavimentato a seguito della legge del Parlamento del 4 marzo 1707.
A gestire questo tratto per la riscossione dei pedaggi e gli interventi stradali fu costituito il primo Turnpike Trust (ente fiduciario per il pedaggio), che dimostrò quanto potesse essere finanziariamente rischiosa l'impresa.
Il caso del tratto da Fourne hill a Stony Stratford fornisce maggior evidenza che il Parlamento intendeva revocare i diritti degli imprenditori qualora fossero negligenti.
La fiduciaria per la strada da Fourne hill a Stony Stratford ottenne prestiti per oltre 7000 sterline tra il 1707 e il 1708 per migliorare la strada.
I creditori, comunque, affermavano di essere stati male informati a proposito dei ricavi attesi dai pedaggi e nel 1709 richiesero che una nuova legge estendesse la durata dei diritti della fiduciaria e aumentasse gli importi dei pedaggi.
Nel 1709 fu approvata una nuova legge, che estese la durata, ma non incrementò i pedaggi. Inoltre, essa includeva una determinazione che i creditori potevano assumere l'amministrazione controllata dei pedaggi se la fiduciaria non avesse ripianato i debiti entro il 1711.
In apparenza, la fiduciaria non fu in grado di ottenere prestiti e i creditori incamerarono i pedaggi.
Nel 1716, il Parlamento tentò di chiarire la situazione approvando una legge che affidava l'autorità alla fiduciaria della legge del 1709 e a un altro gruppo nominato dal Giudice di Pace del Buckinghamshire.
La legge del 1716 non fu emendata per tutto il suo periodo di validità di 23 anni, ma, una volta lasciata scadere, il Parlamento decise di non rinnovare i diritti della fiduciaria in carica per la strada da Fourne hill a Stony Stratford. Nel 1736, la fiduciaria presentò una richiesta per l'estensione dei suoi diritti, ma tale richiesta non riuscì ad essere approvata e, nel 1739, la sua autorità terminò.
Nel 1740, fu approvata una nuova legge che nominava un ente sostituto della fiduciaria.
Nella richiesta del nuovo contratto, gli abitanti del Buckinghamshire descrivevano la strada come "in rovina". Questa constatazione era confermata dal membro che presiedeva il comitato per il contratto.
La strada fu ripavimentata al principio del XIX secolo da Thomas Telford, che la riportò in uso come strada a pedaggio per i carri postali che trasportavano la corrispondenza da e per l'Irlanda; la sua strada si portava fino al porto di Holyhead sull'Isola di Anglesey nel Galles.
In questo periodo il tratto a sud di Londra divenne noto come la Great Dover Road.
Il sistema a pedaggio terminò nel 1875.

## La strada moderna

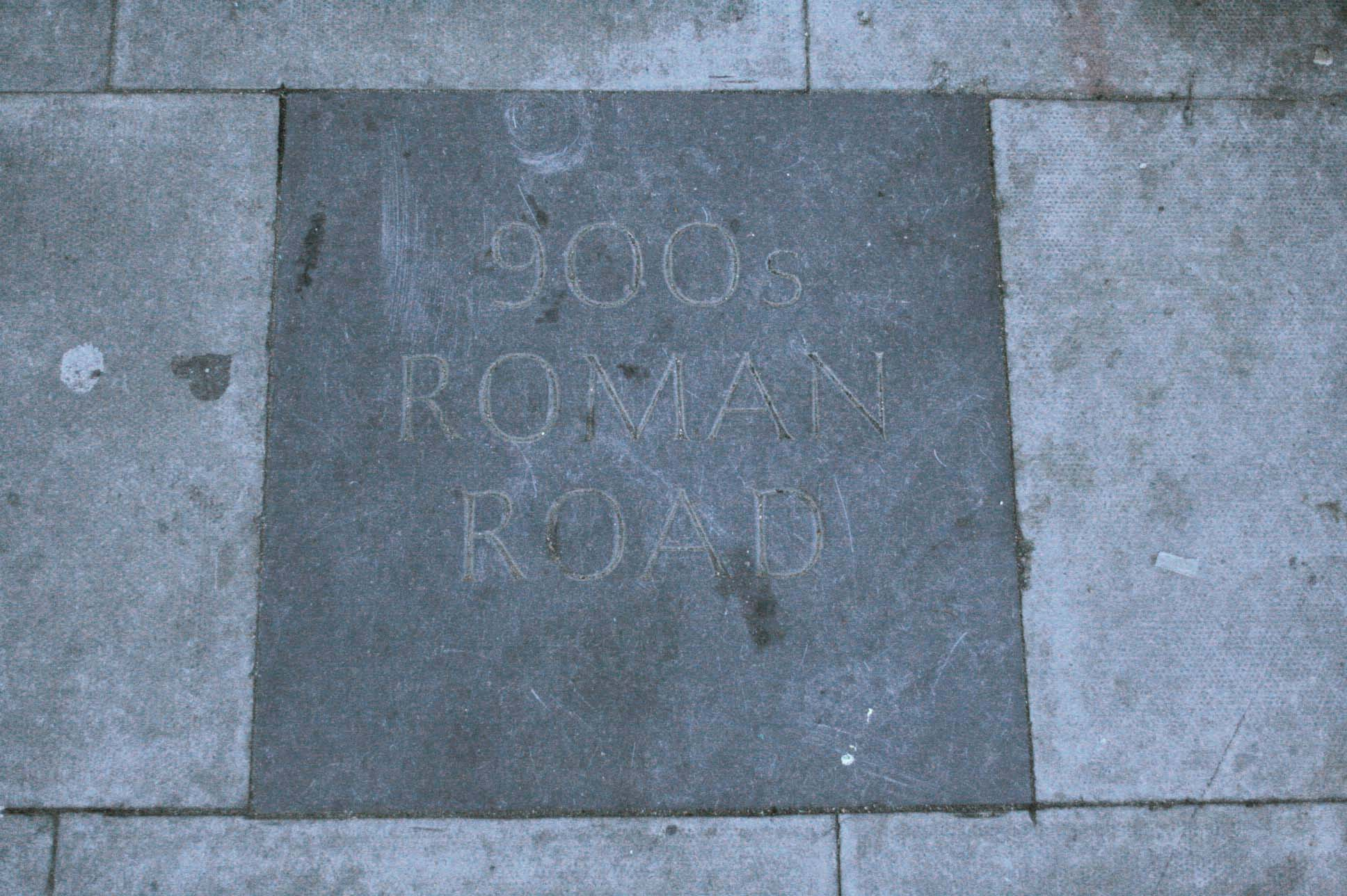
Una lastra in pietra della pavimentazione stradale nella High Road di Kilburn (Londra) ricorda il percorso della Watling Street

La maggior parte della strada è tuttora in uso, tranne per alcuni tratti dove il percorso moderno è stato deviato.
Il tratto di strada tra Londra e Dover è oggi noto come la strada nazionale A2 e il tratto tra Londra e Shrewsbury è noto come la strada nazionale A5 (che ora prosegue fino a Holyhead).
I tratti della strada che attraversano il centro di Londra sono noti con molti nomi diversi, tra i quali vi sono Edgware Road e Maida Vale.
A Blackheath la strada romana correva lungo la Old Dover Road, quindi svoltava e correva attraverso il Greenwich Park per dirigersi verso un luogo forse leggermente a nord dell'odierno Deptford Bridge.
A Milton Keynes, la A5 è deviata su una nuova strada a doppia carreggiata e la Watling Street forma parte del nuovo sistema stradale a griglia della città e reca la designazione aggiuntiva V4.

## Conservazione del nome lungo il percorso della strada antica
L'utilizzo del nome si è conservato lungo il percorso della strada antica in parecchi luoghi.
Ad esempio, a Bexleyheath nel Southeast London e più oltre nel Kent (incluse le città di Canterbury, Gillingham, Strood, Gravesend e Dartford).
Anche a Londra, una strada principale che si raccorda alla A5 nel settore nordoccidentale di Londra si chiama Watling Avenue.
A nord di Londra, il nome Watling Street ricorre ancora nell'Hertfordshire (a St Albans), nel Bedfordshire, nel Buckinghamshire (a Milton Keynes), nel Northamptonshire (a Towcester), nel Leicestershire, nel Warwickshire (a Nuneaton), nello Staffordshire (a Cannock, Wall, Tamworth e Lichfield), nello Shropshire (a Church Stretton come le residenziali Watling Street North e South) e nel Gwynedd.

Mappa di Londra attorno al 1300 d.C.; Watling Street è visibile a nordovest dal London Bridge fino a Newgate

Un tratto della Watling Street esiste tutt'oggi nella City of London, vicino alla Mansion House underground station, lungo il percorso della strada romana originale, che attraversava il Tamigi sul primo London Bridge e attraversava la City in linea retta dal London Bridge a Newgate.

## AltreWatling Street
Anche la via romana che andava da Cataractonium (attuale Catterick, North Yorkshire) a Corstopitum (attuale Corbridge, Northumberland) e poi fino al Vallo Antonino (noto anche come Grym's Dyke o Graham's Dyke, da Grim, un nome di Woden) divenne nota con il nome di Watling Street, probabilmente per un'etimologia similare dell'antico inglese dovuta all'attraversamento delle terre straniere di Scozia.
Questa strada è nota anche col nome di Dere Street.
Questo potrebbe essere anche il caso di un'altra Watling Street nel Lancashire, che va da Manchester (Mamucium) a Ribchester (Bremetennacum), passando per Affetside, e di qui infine ad un'altra terra straniera del periodo sassone: Rheged, cioè la moderna Cumbria.
Una Watling Street Road esiste tutt'oggi nella città di Preston, Lancashire. Essa collega i distretti di Ribbleton e Fulwood passando per il sito dello Sharoe Green Hospital.